# Leo Lorenzi
Leo Lorenzi (Verona, 1º marzo 1907 – Dar es Salaam, 15 giugno 1973) è stato un pilota motociclistico italiano.

## Carriera
Appassionato dell'attività agonistica fin da ragazzo, si distinse nelle discipline sciistiche e nel podismo, prima di approdare al motociclismo sportivo, cui si dedicò con profitto dall'inizio degli anni trenta, vincendo diverse competizioni di seconda e terza categoria, in gara con gli assi dell'epoca, come Enrico Lorenzetti, Ferdinando Balzarotti, Nello Pagani, Ettore Villa e Dario Ambrosini, quale alfiere di Moto Guzzi, DKW e Benelli.
Nonostante i risultati nelle corse fossero tutt'altro che trascurabili, in quegli anni Lorenzi era conosciuto soprattutto per la sua attività di acrobata con la motocicletta, che lo portava in giro per l'Italia nelle più importanti esibizioni, compreso il celebre Raduno dei Centauri che si svolse il 24 maggio 1933 a Roma, patrocinato da Benito Mussolini.
Nel 1935, insieme ai fratelli, si trasferì in Etiopia per aprire un'agenzia di trasporti, tornando in Patria due anni dopo, vinto dal richiamo agonistico. Le tre annate sportive comprese tra il 1937 e il 1939 furono le sue stagioni migliori, durante le quali diradò le esibizioni acrobatiche per dedicarsi con maggiore costanza alle gare di velocità. All'apice della forma, nel 1939, riuscì a vincere 10 gare nazionali; sei nella classe 250 e 4 nella classe 500, con la nuova Moto Guzzi Condor 500.
Alla fine della stagione agonistica, i venti di guerra che già sconvolgevano l'Europa lo convinsero ad abbandonare il suo status di pendolare e stabilirsi definitivamente in Etiopia. Gli ultimi sussulti sportivi registrati si concretarono nelle vittorie alla Coppa di Natale sul Circuito dell'Asmara, il 25 dicembre 1939, e sul Circuito di Addis Abeba, il 24 marzo 1940.
La lunga parentesi bellica determinata dalla seconda guerra mondiale chiuse definitivamente la carriera agonistica di Lorenzi. Si sposò con una giovane etiope, dalla quale ebbe i figli Leone, Leonello, Leoncino, Leonino e Leonardo. In seguito aprì un'officina meccanica di assistenza FIAT a Dar es Salaam che gestì fino alla morte, avvenuta nel 1973.